# John Siman
John O’Connell Siman (* 7. Oktober 1952 in Long Beach, Kalifornien) ist ein ehemaliger Wasserballspieler aus den Vereinigten Staaten. Er gewann 1984 die olympische Silbermedaille. 1983 siegte er mit dem Team der Vereinigten Staaten bei den Panamerikanischen Spielen.

## Karriere
John Siman besuchte die John Muir High School und dann für zwei Jahre das Pasadena Community College, bevor er an die California State University, Fullerton wechselte. Dort graduierte er 1975. Danach spielte er beim Fullerton Athletic Club und beim Industrial Hills Water Polo Club.
Der 1,98 Meter große Siman spielte von 1977 bis 1984 in der Nationalmannschaft. Bei der Weltmeisterschaft 1978 in West-Berlin belegte das US-Team in der Vorrunde den zweiten Platz hinter den Rumänen. In der Zwischenrunde führten die Italiener und die Mannschaft aus der Sowjetunion die Gruppe an und zogen ins Halbfinale ein. Mit drei Siegen in der Platzierungsrunde erreichte die Mannschaft aus den Vereinigten Staaten den fünften Platz vor den Rumänen. Die Olympischen Spiele 1980 verpasste Siman wegen des Olympiaboykotts.
1982 belegte er mit der US-Mannschaft den sechsten Platz bei der Weltmeisterschaft in Guayaquil. Im Jahr darauf siegte das US-Team bei den Panamerikanischen Spielen 1983 in Caracas, auf den Medaillenrängen folgten Kuba und Kanada. Bei den Olympischen Spielen 1984 in Los Angeles hatte seine Mannschaft eine Torbilanz von 32:17 in der Vorrunde und von 43:34 in der Hauptrunde. Das letzte Spiel gegen Jugoslawien endete mit 5:5, die Jugoslawen erhielten wegen der mehr erzielten Tore die Goldmedaille vor dem US-Team. Siman erzielte in sieben Spielen drei Tore. Siman war 1984 der älteste Spieler im Aufgebot der Mannschaft aus den Vereinigten Staaten.